# Andrzej Kładko
Andrzej Kładko (ur. 12 listopada 1893 w Barmakach, zm. 28 lutego 1956 w Londynie) – major pilot Wojska Polskiego, komendant Szkoły Podchorążych Lotnictwa, kawaler Orderu Virtuti Militari.

## Życiorys
Syn Nikity i Heleny z domu Marczewska. Urodził się w majątku ziemskim Barmaki w ówczesnej guberni wołyńskiej. W 1914 r. w Równem ukończył szkołę realną. W lipcu został powołany do odbycia służby w armii carskiej. Po wybuchu I wojny światowej wziął udział w 1915 r. w walkach pod Krasnymstawem, gdzie został ciężko ranny. Został skierowany do Twerskiej Szkoły Kawalerii, którą ukończył 1 lutego 1917; został mianowany kornetem i otrzymał przydział do 2. Bałtyckiego Pułku Konnego (ros. 2-й Прибалтийский конный полк). W walkach pod Petersnopolem we wrześniu 1917 r. ponownie został ranny. Jesienią 1918 r. zgłosił się do służby w rosyjskiej Armii Ochotniczej. W grudniu 1919 r. w Płoskirowie przekroczył granicę z Polską.
7 lipca 1920 wstąpił do Armii Ochotniczej i otrzymał przydział do 214. pułku ułanów. Za wyjątkową odwagę okazaną podczas walki w dniu 23 września 1920 r. został odznaczony Orderem Wojennym Virtuti Militari V kl. nr 5797.
Po zakończeniu działań wojennych pozostał w Wojsku Polskim. W 1925 został skierowany na przeszkolenie do Szkoły Pilotów w Bydgoszczy. Po jego ukończeniu otrzymał przydział do 3. pułku lotniczego. W 1927 r. został przeniesiony do Oficerskiej Szkoły Lotnictwa, następnie służył jako wykładowca i kierownik Działu Wyszkolenia Broni w Centrum Wyszkolenia Oficerów Lotnictwa. 
W lutym 1933 r. został przeniesiony do 4. pułku lotniczego w Toruniu. 2 grudnia 1935 r. objął stanowisko dowódcy 41. eskadry liniowej. W 1936 r. został awansowany na stopień majora. Stanowisko dowódcy 41 el zdał 4 sierpnia 1938 r., następnie powrócił do Dęblina, gdzie pełnił funkcję Dyrektora Działu Nauk w Centrum Wyszkolenia Lotnictwa Nr 1. W listopadzie został mianowany komendantem Szkoły Podchorążych Lotnictwa, te obowiązki pełnił do czerwca 1939 r. Wrócił na stanowisko Dyrektora Działu Nauk w CWL Nr 1.
Po wybuchu II wojny światowej został ewakuowany z Polski. W Wielkiej Brytanii zgłosił się do służby w Polskich Siłach Powietrznych, otrzymał numer służbowy RAF P-0262. Służył w 16 Secondary Flying Training School (Szkoła Pilotażu Podstawowego) w Newton.
Po zakończeniu działań wojennych nie zdecydował się na powrót do Polski i pozostał na emigracji w Wielkiej Brytanii. Zmarł 28 lutego 1956 r. w Londynie, został pochowany na Hornchurch Cemetery.

## Życie prywatne
Był żonaty, miał syna Stanisława (ur. 1921 r.) oraz córkę Anielę (ur. 1922 r.).

## Ordery i odznaczenia
Za swą służbę otrzymał odznaczenia:
- Krzyż Srebrny Orderu Wojskowego Virtuti Militari nr 5797,
- Medal Pamiątkowy za Wojnę 1918–1921,
- Medal Dziesięciolecia Odzyskanej Niepodległości,
- Medal Lotniczy – czterokrotnie,
- Odznaka Pilota.